# Невена
Неве́на — южнославянское женское имя, происходящее от сербского названия календулы». Женская форма мужского имени Невен. Входит в группу имен, образованных от названий цветов, деревьев и лечебны хтрав: Цветанка, Маргарита, Невена, Иглика, и т.д.